# Histricostoma drenskii
Espèce
Histricostoma drenskii est une espèce d'opilions dyspnois de la famille des Nemastomatidae.

## Distribution
Cette espèce est endémique de Bulgarie. Elle se rencontre dans les Rhodopes vers Chvojna.

## Description
La femelle holotype mesure 2,08 mm.

## Systématique et taxinomie
Cette espèce a été décrite par Kratochvíl en 1958.

## Étymologie
Cette espèce est nommée en l'honneur de Pencho Drensky.

## Publication originale
- Kratochvíl, 1958 : « Jeskynní sekáči Bulharska (Palpatores — Nemastomatidae). Höhlenweberknechte Bulgariens (Palpatores–Nemastomatidae). » Práce Brněnské základny Československé akademie věd, vol. 30, no 12, p. 523-576.